# Inonotus dryadeus
Inonotus du chêne, Polypore larmoyant
Espèce
Inonotus dryadeus, l’Inonotus du chêne ou Polypore larmoyant, est une espèce de champignons agaricomycètes de la famille des Hymenochaetaceae.

## Liste des variétés
Selon MycoBank (25 janvier 2023) :
- Inonotus dryadeus var. brevisporus (K.S.Thind & Chatr.) Pegler, 1964
- Inonotus dryadeus var. dryadeus

## Systématique
Le nom correct complet (avec auteur) de ce taxon est Inonotus dryadeus (Pers.) Murrill, 1908,.
L'espèce a été initialement classée dans le genre Boletus sous le basionyme Boletus dryadeus Pers., 1799.
Ce taxon porte en français les noms vernaculaires ou normalisés suivants : Inonotus du chêne, Polypore larmoyant, Pourridié des racines du chêne.
Inonotus dryadeus a pour synonymes :
- Boletus dryadeus Pers., 1799
- Boletus fomentarius var. dryadeus (Pers.) Pers., 1801
- Fomes dryadeus (Pers.) Gillot & Lucand, 1890
- Fomitiporia dryadea (Pers.) Y.C. Dai, 1999
- Inonotus dryadeus (Pers.) Murrill, 1908
- Ischnoderma dryadeum (Pers.) P. Karst., 1879
- Phellinus dryadeus (Pers.) Pat., 1900
- Placodes dryadeus (Pers.) Quél., 1886
- Polyporus dryadeus (Pers.) Fr., 1821
- Ungularia dryadea (Pers.) Lázaro Ibiza, 1916
- Xanthochrous dryadeus (Pers.) Z. Igmándy, 1966

## Publication originale
- (en) W.A. Murrill, « Family 5 - Polyporaceae, Part 2 », North American Flora, New York, vol. 9,‎ 12 mars 1908, p. 73-131 (ISSN 0078-1312, lire en ligne, consulté le 25 janvier 2023).